# Тернер, Крис (футболист, 1958)
Кри́стофер Ро́берт Те́рнер (англ. Christopher Robert Turner; 15 сентября 1958, Шеффилд) — английский футболист, выступавший на позиции вратаря, а впоследствии футбольный тренер. Провёл 589 профессиональных матчах в рамках английских лиговых и кубковых турниров, а затем 469 матчей в качестве главного тренера английских футбольных клубов.

## Футбольная карьера
Уроженец Шеффилда, Тернер начал свою вратарскую карьеру в футбольной академии местного клуба «Шеффилд Уэнсдей». В августе 1976 года подписал с клубом профессиональный контракт. В своём дебютном сезоне 1976/77 провёл за «Шеффилд Уэнсдей» 52 матча и был признан лучшим игроком сезона в команде, которая заняла в Третьем дивизионе восьмое место. В сезоне 1977/78 «Уэнсдей» занял только 14-е место, а Тернер провёл за команду только 31 матч (из них 23 — в чемпионате), так как новый главный тренер команды Джек Чарльтон пригласил в команду другого молодого вратаря Боба Болдера. В сезоне 1978/79 «Уэнсдей» вновь занял 14-е место, а Тенер провёл за команду 32 матча во всех турнирах, а также сыграл ещё пять матчей за «Линкольн Сити» на правах краткосрочной аренды. По итогам сезона 1978/79 был включён в состав символической «команды года» в Третьем дивизионе по версии ПФА. По окончании сезона Тернер покинул «Шеффилд Уэнсдей», став игроком «Сандерленда», заплатившего за трансфер 80 000 фунтов в июле 1979 года.
В сезоне 1979/80 Тернер сыграл за «чёрных котов» 30 матчей в лиге и помог «Сандерленду» занять второе место во Втором дивизионе, что гарантировало выход в Первый дивизион. В следующем сезоне он провёл за «Сандерленд» 27 матчей в высшей лиге; команда завершила сезон на 17-м месте. В сезоне 1981/82 Тернер провёл за «чёрных котов» только 19 матчей в лиге, но в последующие три сезона был основным вратарём клуба. В 1985 году болельщики «Сандерленда» признали Тернера лучшим игроком года.
1 июля 1985 года Тернер перешёл в «Манчестер Юнайтед» за 275 000 фунтов. Главный тренер «Юнайтед» Рон Аткинсон рассматривал его как альтернативу Гари Бейли в качестве «первого номера» в воротах. В сезоне 1985/86 Крис провёл за «красных дьяволов» 22 матча, включая 17 матчей в чемпионате, в котором команда заняла четвёртое место. В 1985 году Тернер был на скамейке в проигранном матче Суперкубка Англии против «Эвертона». В сезоне 1986/87 Гари Бейли потерял место в основе, но Тернер провёл за команду только 29 матчей, так как в основной состав пробился молодой вратарь Гари Уолш. После прихода в «Юнайтед» Алекса Фергюсона Тернер был выставлен на трансфер, но остался в команде ещё на один сезон, сыграв 30 матчей в сезоне 1987/88. После покупки Джима Лейтона у «Абердина» в мае 1988 года судьба Тернера в «Юнайтед» была предрешена, и в сентябре того же года он был продан в «Шеффилд Уэнсдей» за 175 000 фунтов. В «Уэнсдей» он провёл ещё три сезона. Сыграл в финале Кубка Футбольной лиги 1991 года, сохранив свои ворота «сухими» в победном матче против «Манчестер Юнайтед».
В 1991 году Тернер перешёл в «Лейтон Ориент», заплативший за его переход 75 000 фунтов. По итогам сезона 1991/92 пропал в состав «команды года» Третьего дивизиона по версии ПФА. Выступал за клуб до сезона 1994/95, после чего завершил карьеру игрока.

## Тренерская карьера
В сезоне 1994/95 Крис Тернер совместно с Джоном Ситтоном был назначен главным тренером клуба «Лейтон Ориент». Сезон был неудачным: «Лейтон» выбыл из Второго дивизиона, заняв последнее место, и Тернер покинул клуб. После этого он работал тренером резервной команды «Лестер Сити», а затем тренером юношеской команды «Вулверхэмптон Уондерерс».
24 февраля 1999 года Тернер был назначен главным тренером клуба «Хартлпул Юнайтед», находившегося внизу турнирной таблицы Третьего дивизиона. За оставшееся время ему удалось избежать выбывания команды из Футбольной лиги. В сезоне 1999/2000 «пулз» заняли 7-е место в Третьем дивизионе. В январе 2001 года он был признан «тренером месяца» в Третьем дивизионе Футбольной лиги. В сезоне 2000/01 команда заняла четвёртое место, а в следующем сезоне — седьмое место. 7 ноября 2002 года Тернер покинул «Хартлпул Юнайтед», став главным тренером «Шеффилд Уэнсдей».
По итогам сезона 2002/03 «Шеффилд Уэнсдей» занял 22-е место и выбыл во Второй дивизион. В следующем сезоне «Уэнсдей» занял 16-е место во Втором дивизионе, забив только 48 мячей, что стало самым низким показателем в лиге. В мае 2004 года Тернер отпустил из «Уэнсдей» 13 игроков. 18 сентября 2004 года сам Тернер был уволен после неудачного старта сезона.
19 декабря 2004 года Тернер был назначен главным тренером клуба «Стокпорт Каунти», находившегося внизу турнирной таблицы Лиги 1. Под его руководством клубу не удалось избежать вылета в Лигу 2 по итогам сезона 2004/05. В следующем сезоне команда продолжала выступать неудачно, и 27 декабря 2005 года Тернер покинул клуб «по взаимному согласию».
В феврале 2006 года Тернер вернулся в «Хартлпул Юнайтед», где стал спортивным директором. 15 декабря 2008 года он был назначен исполняющим обязанности главного тренера после ухода из клуба Дэнни Уилсона. Под его руководством «Хартлпул» завершил сезон 2008/09 на 19-м месте в Лиге 1, избежав вылета в Лигу 2. В сезоне 2009/10 «Хартлпул» вновь с трудом избежал вылета из Лиги 1. 19 августа 2010 года Тернер подал в отставку с поста спортивного директора «Хартлпул Юнайтед».

## Достижения в качестве игрока

### Командные достижения
Сандерленд
- Второе место Второго дивизиона: 1979/80
- Финалист Кубка Футбольной лиги: 1985[англ.]

Манчестер Юнайтед
- Финалист Суперкубка Англии: 1985

Шеффилд Уэнсдей
- Победитель Кубка Футбольной лиги: 1991

### Личные достижения
- Член «команды года» в Третьем дивизионе по версии ПФА: 1978/79, 1991/92[2][5]
- «Игрок года» в составе «Шеффилд Уэнсдей»: 1977
- «Игрок года» в составе «Сандерленда»: 1985[1]

## Достижения в качестве главного тренера
- Главный тренер месяца в Третьем дивизионе Футбольной лиги: январь 2001 года[6]

## Статистика выступлений
| Клуб                   | Сезон            | Дивизион         | Лига | Лига | Кубок Англии | Кубок Англии | Прочие[A] | Прочие[A] | Итого | Итого |
| Клуб                   | Сезон            | Дивизион         | Игры | Голы | Игры         | Голы         | Игры      | Голы      | Игры  | Голы  |
| ---------------------- | ---------------- | ---------------- | ---- | ---- | ------------ | ------------ | --------- | --------- | ----- | ----- |
| Шеффилд Уэнсдей        | 1976/77          | Третий дивизион  | 45   | 0    | 2            | 0            | 5         | 0         | 52    | 0     |
| Шеффилд Уэнсдей        | 1977/78          | Третий дивизион  | 23   | 0    | 2            | 0            | 6         | 0         | 31    | 0     |
| Шеффилд Уэнсдей        | 1978/79          | Третий дивизион  | 23   | 0    | 9            | 0            | 0         | 0         | 32    | 0     |
| Шеффилд Уэнсдей        | Итого            | Итого            | 91   | 0    | 13           | 0            | 11        | 0         | 115   | 0     |
| Линкольн Сити (аренда) | 1978/79          | Третий дивизион  | 5    | 0    | 0            | 0            | 0         | 0         | 5     | 0     |
| Сандерленд             | 1979/80          | Второй дивизион  | 30   | 0    | 0            | 0            | 2         | 0         | 32    | 0     |
| Сандерленд             | 1980/81          | Первый дивизион  | 27   | 0    | 2            | 0            | 2         | 0         | 31    | 0     |
| Сандерленд             | 1981/82          | Первый дивизион  | 19   | 0    | 0            | 0            | 0         | 0         | 19    | 0     |
| Сандерленд             | 1982/83          | Первый дивизион  | 35   | 0    | 2            | 0            | 4         | 0         | 41    | 0     |
| Сандерленд             | 1983/84          | Первый дивизион  | 42   | 0    | 2            | 0            | 4         | 0         | 48    | 0     |
| Сандерленд             | 1984/85          | Первый дивизион  | 42   | 0    | 1            | 0            | 10        | 0         | 53    | 0     |
| Сандерленд             | Итого            | Итого            | 195  | 0    | 7            | 0            | 22        | 0         | 124   | 0     |
| Манчестер Юнайтед      | 1985/86          | Первый дивизион  | 17   | 0    | 3            | 0            | 2         | 0         | 22    | 0     |
| Манчестер Юнайтед      | 1986/87          | Первый дивизион  | 23   | 0    | 2            | 0            | 4         | 0         | 29    | 0     |
| Манчестер Юнайтед      | 1987/88          | Первый дивизион  | 24   | 0    | 3            | 0            | 3         | 0         | 30    | 0     |
| Манчестер Юнайтед      | Итого            | Итого            | 64   | 0    | 8            | 0            | 9         | 0         | 81    | 0     |
| Шеффилд Уэнсдей        | 1988/89          | Первый дивизион  | 29   | 0    | 2            | 0            | 2         | 0         | 33    | 0     |
| Шеффилд Уэнсдей        | 1989/90          | Первый дивизион  | 23   | 0    | 2            | 0            | 1         | 0         | 26    | 0     |
| Шеффилд Уэнсдей        | 1990/91          | Второй дивизион  | 23   | 0    | 4            | 0            | 4         | 0         | 31    | 0     |
| Шеффилд Уэнсдей        | Итого            | Итого            | 75   | 0    | 8            | 0            | 7         | 0         | 90    | 0     |
| Лидс Юнайтед (аренда)  | 1989/90          | Второй дивизион  | 2    | 0    | 0            | 0            | 0         | 0         | 2     | 0     |
| Лейтон Ориент          | 1991/92          | Третий дивизион  | 34   | 0    | 5            | 0            | 4         | 0         | 43    | 0     |
| Лейтон Ориент          | 1992/93          | Второй дивизион  | 17   | 0    | 1            | 0            | 2         | 0         | 20    | 0     |
| Лейтон Ориент          | 1993/94          | Второй дивизион  | 6    | 0    | 0            | 0            | 2         | 0         | 8     | 0     |
| Лейтон Ориент          | 1994/95          | Второй дивизион  | 1    | 0    | 0            | 0            | 0         | 0         | 1     | 0     |
| Лейтон Ориент          | Итого            | Итого            | 58   | 0    | 6            | 0            | 8         | 0         | 70    | 0     |
| Всего за карьеру       | Всего за карьеру | Всего за карьеру | 490  | 0    | 42           | 0            | 57        | 0         | 589   | 0     |

A. ↑  В «прочие» включаются игры и голы в Кубке Футбольной лиги, плей-офф Футбольной лиги и Кубке полноправных членов.

## Тренерская статистика
| Команда          | Начало работы   | Завершение работы | Показатели | Показатели | Показатели | Показатели | Показатели |
| Команда          | Начало работы   | Завершение работы | И          | В          | Н          | П          | % побед    |
| ---------------- | --------------- | ----------------- | ---------- | ---------- | ---------- | ---------- | ---------- |
| Лейтон Ориент    | 1 августа 1994  | 20 апреля 1995    | 47         | 7          | 9          | 31         | 014,89     |
| Хартлпул Юнайтед | 24 февраля 1999 | 7 ноября 2002     | 194        | 82         | 48         | 64         | 042,27     |
| Шеффилд Уэнсдей  | 7 ноября 2002   | 19 сентября 2004  | 96         | 29         | 31         | 36         | 030,21     |
| Стокпорт Каунти  | 19 декабря 2004 | 26 декабря 2005   | 51         | 7          | 15         | 29         | 013,73     |
| Хартлпул Юнайтед | 15 декабря 2008 | 19 августа 2010   | 81         | 23         | 19         | 39         | 028,40     |
| Итого            | Итого           | Итого             | 469        | 148        | 122        | 199        | 031,56     |